# Krzcięcice
Krzcięcice is een plaats in het Poolse district  Jędrzejowski, woiwodschap Święty Krzyż. De plaats maakt deel uit van de gemeente Sędziszów en telt 210 inwoners.

## Verkeer en vervoer
- Station Krzcięcice